# Ancylistes bellus
Ancylistes bellus är en skalbaggsart som beskrevs av Charles Joseph Gahan 1890. Ancylistes bellus ingår i släktet Ancylistes och familjen långhorningar.
Artens utbredningsområde är Madagaskar. Inga underarter finns listade i Catalogue of Life.